# واکنش بوشوالد–هارت‌ویگ
واکنش بوشوالد–هارت‌ویگ(به انگلیسی: Buchwald–Hartwig reaction) یا آمین‌دار کردن بوشوالد–هارت‌ویگ(به انگلیسی: Buchwald–Hartwig amination) گونه‌ای واکنش جفت شدن است که منجر به تشکیل یک پیوند کربن-نیتروژن می‌شود. این نام واکنش آلی از واکنش یک آریل هالید و یک آمین در حضور کاتالیزور پالادیم در محیط بازی تشکیل شده است.

## سازوکار واکنش
سازوکار واکنش بوچوالد–هارت‌ویگ در حضور کاتالیزور به صورت زیر است: